# Jamie Dobie
Pour les articles homonymes, voir Dobie.

a Compétitions nationales et continentales officielles uniquement.

b Matchs officiels uniquement.
Dernière mise à jour le 23 janvier 2024.
Jamie Dobie, né le 7 juin 2001 à Inverness (Écosse), est un joueur international écossais de rugby à XV qui évolue pour les Glasgow Warriors, principalement au poste de demi de mêlée.

## Biographie

### Jeunesse et formation
Jamie Dobie a d'abord joué au niveau scolaire pour l'école Merchiston Castle à Édimbourg, avant de signer pour les Glasgow Warriors. Il remporte notamment la finale de la Scottish Schools Cup (en) au Murrayfield Stadium avec son équipe scolaire en décembre 2018 battant la Dollar Academy en finale.   
Lors de la remise des prix de fin d'année d'Offside Line 2018 il est nommé plus grands espoir du rugby écossais. Il est alors courtisé par plusieurs clubs de Premiership anglaise.   
De plus, il a été sélectionné avec les moins de 16 et les moins de 18 ans écossais,.   

### Carrière professionnelle
Le 30 avril 2019, il signe un contrat professionnel avec les Glasgow Warriors. Il est le premier joueur que les Warriors font signer directement après son passage par les écoles de rugby ; il est également le premier joueur de la Scottish Rugby Academy à signer un contrat professionnel avec un club professionnel en sautant la dernière année de formation. 
L'entraîneur de la franchise écossaise Dave Rennie a déclaré à son propos : "Il est rare qu'un joueur soit recruté directement après l'école, mais Jamie est l'un des jeunes talents les plus excitants du pays et nous pensons qu'il est prêt à prospérer dans un environnement professionnel". 
Il a alors signé un accord de deux ans qui le maintient à Scotstoun jusqu'en 2021. 
Le 7 septembre 2019, il fait ses débuts en match amical pour les Glasgow Warriors contre l'Ulster Rugby au Kingspan Stadium. À la fin de ce mois, il fait finalement ses débuts professionnels en Pro14 face aux Cheetahs. 
Durant les saisons suivantes, il arrive à obtenir un peu de temps de jeu mais il est généralement remplaçant. 
En octobre 2021, il est appelé par Gregor Townsend, le sélectionneur écossais, pour disputer la tournée d'automne avec l'équipe d'Écosse. Il honore sa première cape quelques jours après en remplaçant Ali Price contre les Tonga. 
En juillet 2022, il est annoncé qu'il rejoint l'équipe de la province de Bay of Plenty, en Nouvelle-Zélande, pour disputer le National Provincial Championship en prêt de courte durée, dans le but d'acquérir de l'expérience. Il dispute trois rencontres, en août, dans la compétition et fait son retour à Glasgow pour le début de la saison 2022-2023 du United Rugby Championship,. Durant la saison, il gagne en temps de jeu en partie grâce à une nouvelle polyvalence, à la suite de blessure dans l'effectif, le coach Franco Smith le place au poste d'ailier. En avril, il signe une prolongation de contrat d'une année supplémentaire. Durant le mois de mai 2023, il est convoqué dans la pré-liste écossaise pour préparer la Coupe du monde 2023. Cependant, en août suivant, il n'est pas retenu dans la liste finale pour disputer la Coupe du monde. 
Après avoir subi une blessure en United Rugby Championship avec Glasgow au mois de novembre 2023, il n'est pas convoqué dans le groupe initial de joueurs retenus pour le Tournoi des Six Nations 2024 mais il s'entraîne avec le groupe pendant sa convalescence. Début mars 2024, il est finalement convoqué pour préparer la quatrième journée de la compétition. En fin de saison, les Glasgow Warriors atteignent la finale du championnat après avoir éliminé le Munster en demi-finale. En finale contre les Bulls, Dobie entre en jeu à la place de Sebastián Cancelliere et son équipe s'impose 21 à 16, remportant la compétition pour la deuxième fois de son histoire après 2015,. 

## Palmarès
- Glasgow Warriors
  - Vainqueur du United Rugby Championship en 2024